# Makarasana

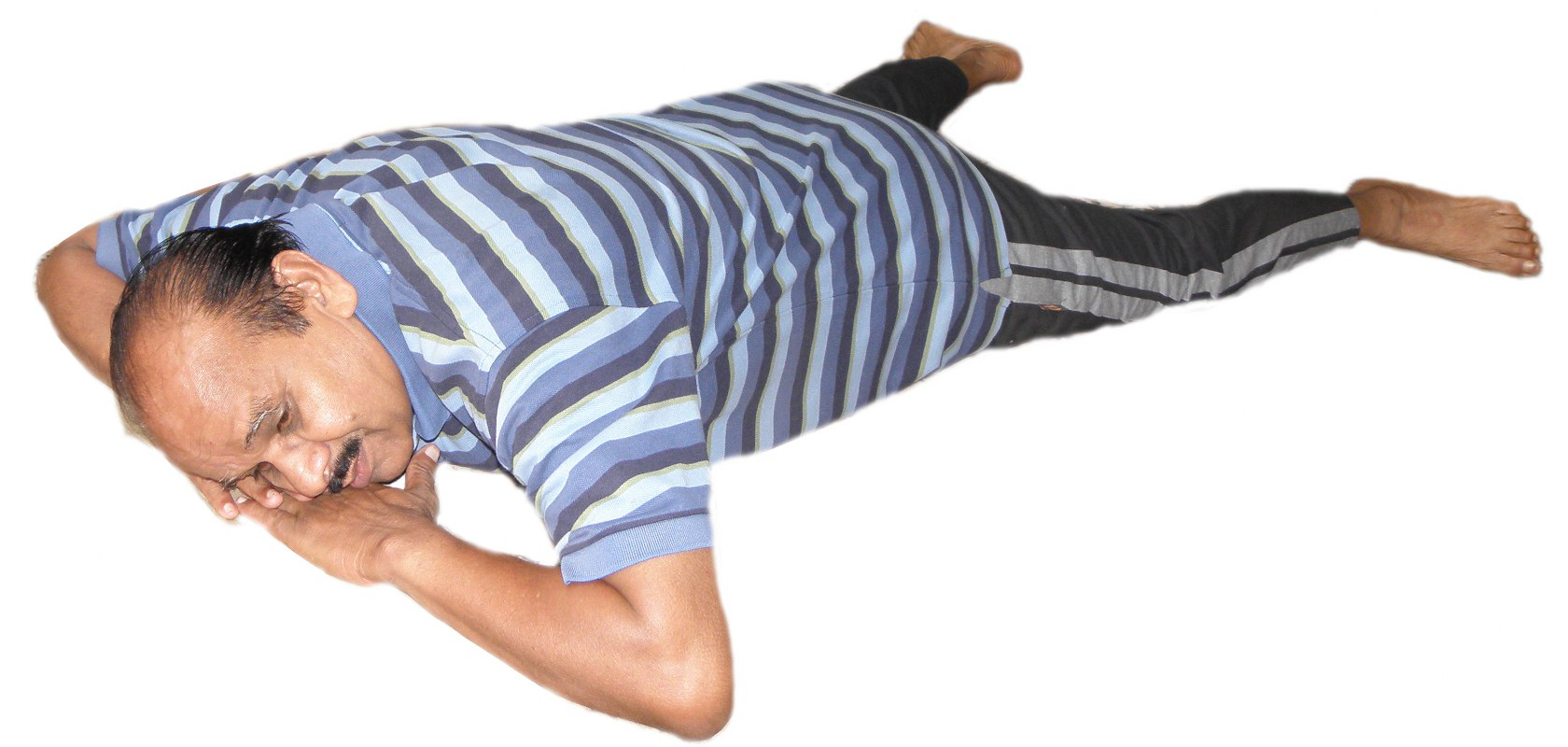
Makarasana

Makarasana ovvero posizione del coccodrillo, è una posizione di Hatha Yoga. Il nome deriva dal sanscrito "makara" che significa "coccodrillo" e āsana che significa "posizione".

## Scopo della posizione
La posizione ha lo scopo di rilassare il corpo, in particolare la schiena e le gambe, e di realizzare un massaggio addominale automatico mediante la respirazione con il naturale tendersi e rilassarsi del diaframma.

## Posizione
Partendo dalla posizione prona, con il corpo disteso sulla pancia, allargare le gambe di circa 20° e ruotare le gambe all'esterno in modo da far giacere a terra l'interno del piede, dall'alluce al tallone. Le braccia vengono ripiegate una sull'altra davanti alla testa con le mani sovrapposte e la fronte viene appoggiata sulle mani.